# Список послов СССР и России в Гренаде
В статье представлен список послов СССР и России в Гренаде.

## Хронология дипломатических отношений
- 7 сентября 1979 г. — установлены дипломатические отношения на уровне посольств.
- 1979—1982 гг. — дипломатические отношения со стороны СССР осуществлялись через посольство на Ямайке.
- 1982 г. — обмен посольствами.
- 4 ноября 1983 г. — дипломатические отношения прерваны правительством Гренады.
- 17 сентября 2002 г. — дипломатические отношения восстановлены. Со стороны России осуществляются через посольство в Гайане.

## Список послов
| Срок полномочий                   | Посол                      | Годы жизни | Вручение верительных грамот | Комментарии         |
| --------------------------------- | -------------------------- | ---------- | --------------------------- | ------------------- |
| СССР                              |                            |            |                             |                     |
| 28 апреля 1980 — 17 сентября 1982 | Дмитрий Петрович Мусин     | 1920—2002  | 3 июня 1980                 | По совместительству |
| 17 сентября 1982 — 7 июня 1984    | Геннадий Иванович Саженев  | 1921—2010  | 21 сентября 1982            |                     |
| Российская Федерация              |                            |            |                             |                     |
| 27 июля 2007 — 21 февраля 2011    | Павел Артемьевич Сергиев   | 1951—      |                             | По совместительству |
| 24 ноября 2011 — 6 декабря 2017   | Николай Дмитриевич Смирнов | 1949—      | 5 апреля 2012               | По совместительству |
| 1 октября 2018 — 17 июня 2025     | Александр Сергеевич Курмаз | 1959—      |                             | По совместительству |